# Tenextitla Dos
Tenextitla Dos är en ort i Mexiko.   Den ligger i kommunen Tampacán och delstaten San Luis Potosí, i den sydöstra delen av landet, 220 km norr om huvudstaden Mexico City. Tenextitla Dos ligger 255 meter över havet och antalet invånare är 518.
Terrängen runt Tenextitla Dos är lite kuperad. Runt Tenextitla Dos är det ganska tätbefolkat, med 80 invånare per kvadratkilometer. Närmaste större samhälle är Tampacan, 4,1 km nordväst om Tenextitla Dos. I omgivningarna runt Tenextitla Dos växer huvudsakligen savannskog.